# بلاط القيصر

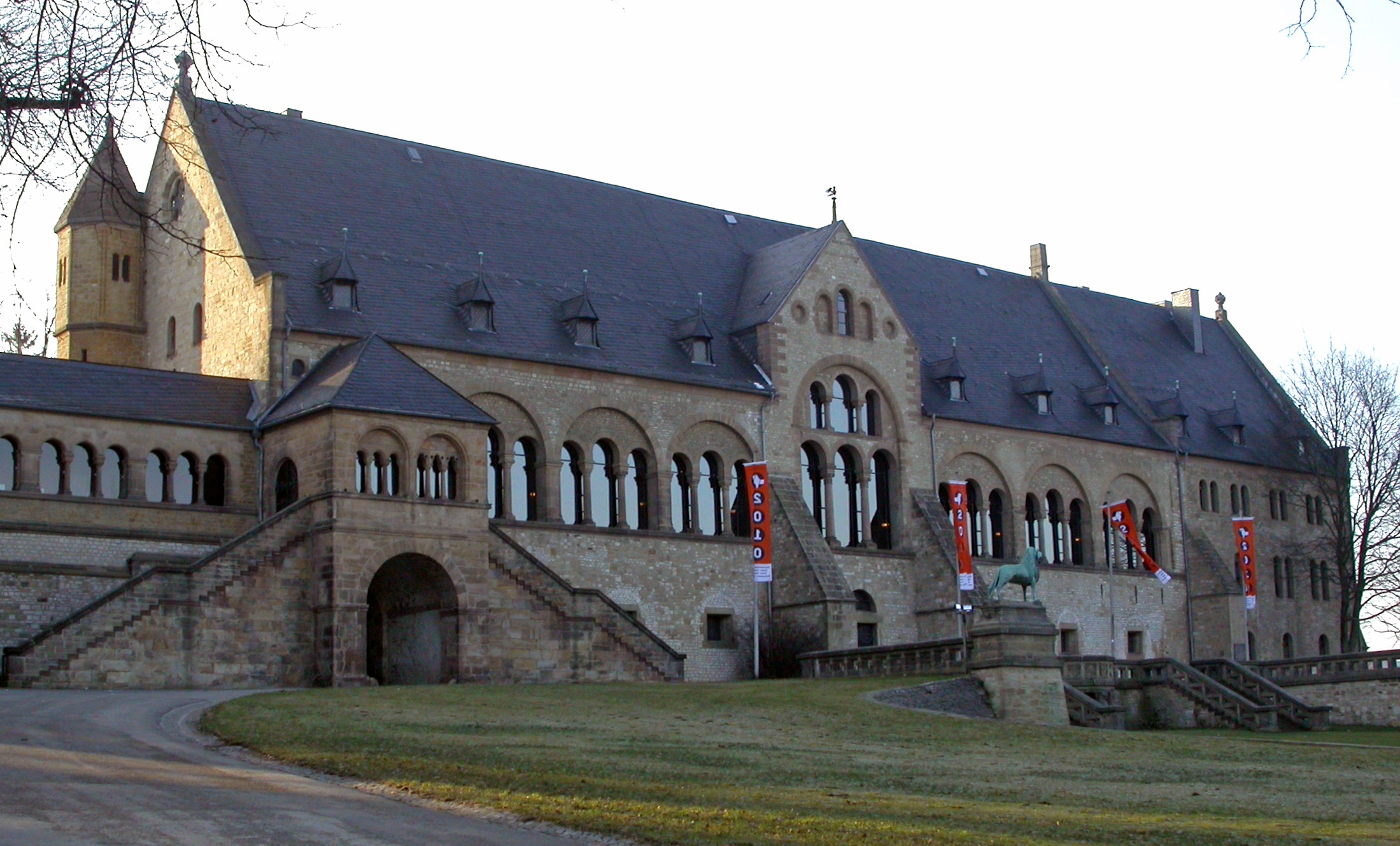
بلاط القيصر في جُسلار ، بُني في الفترة من 1030 إلى 1055. وهو أحد القصور الأصلية القليلة المتبقية، وقد رمم كثيرًا.

بلاط القيصر أو قصر القيصر أو (الملك) (بالألمانية Königspfalz) يشير إلى عدد من القصور والقلاع في جميع أنحاء الإمبراطورية الرومانية المقدسة التي كانت مقاعد مؤقتة للسلطة للإمبراطور الروماني المقدس في العصور الوسطى المبكرة والمتأخرة.

## التأثيل
يرجع أصل الكلمة الألمانية Pfalz إلى اللاتينية palatium وتعني البلاط.